# سلامة جوية
السلامة الجوية هي منهج يسعى لجمع السبل للحد من أخطار الطيران الجوي. تتكفل المنظمة الدولية للطيران المدني - إيكاو - باصدار القوانين والإرشادات لكل البدان المصادقة على اتفاقية شيكاغو. مثلاً الملحق رقم 10 يوضح القوانين الخاصة بالاتصالات الإذاعية.

## شروط السلامة

### الأخطار

#### الصواعق
تبين دراسات لشركة بوينغ، معدل تعرض طائرة نقل المسافرين لضربة صاعقة هو بمقدار مرتين سنويا. ورغم ما قد تحدث الصاعقة والرعد الذي يليها من رعب ما بين الركاب إلا أنها لا تأثر على الطائرة المصصمة أساسا لتفادي هذا الخطر.

#### أعطال المحرك
يمكن لطائرات الحالية المحافظة على ثباتها رغم فقدانها أحد محركاتها. وقد يحدث ذلك نتيجة لعطب تقني أو الاصطدام بطائر أو مجموعة طيور.

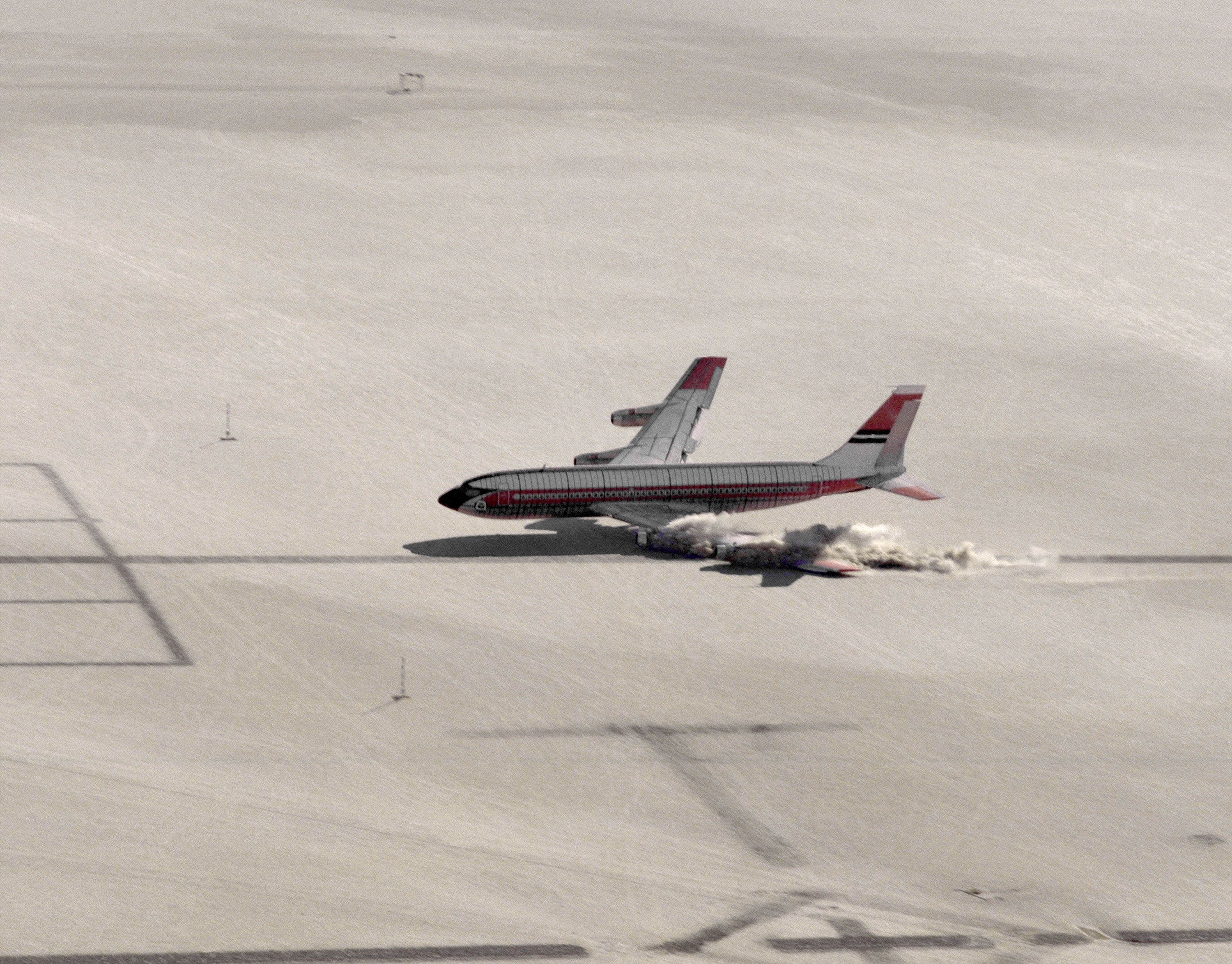
تجربة لوكالة ناسا لتجربة وقود طائرات جديد

#### تصدع الهيكل
تتحمل الهياكل المعدنية للطائرات أعباء ثقيلة تؤثر عليها بمرور الزمن. إلى جانب المؤثرات الجوية كالاختلافات الشديدة في الضغط الجوي أثنا الإقلاع أو الهبوط. كل ذلك يسبب إعياء لمعدن الهيكل ما يقده نصيبا من صلابته ويصير عرضا للكسر. لهذا فإن هياكل الطائرات تخضع لمراجعة دورية للبحث عن أي مناطق ضعف فيها.

#### الفصل بين الطائرات بالجو
يمكن لأجهزة المراقبة تقليل الفصل العمودي بين الطائرات حيث يتم الفصل بين الطائرات بمستوى 1000 أو 2000 قدم عاموديا.

#### فقدان القوة الرافعة
يعتمد تحليق الطائرات على القوة التي يولد الهواء السائر تحت الأجنحة بدفعها نحو الأعلى. انخفاض هاته القوة بشكل لا يسمح برفع ثقل الطائرة يفقد هاته الأخيرة من ارتفاعها بصورة سريعة وتوازنها. ويكون ذلك بصورة مقلقة عن الإقلاع والهبوط بصفة خاصة.
تقوم أجهزة الطائرة بإعلام الربان بصورة فورية لإتخاذ الإجراءات اللازمة لتصحيح الوضع.

#### الحريق
الحريق على الطائرة من بين الحوادث الخطيرة جدا لصعوبة محاربته الناتجة عن ضيق المكان وسرعة انتشاره إضافة إلى ما يسببه من أدخنة استنفاذ للأوكسجين ما يسبب مشاكل تنفسية للركاب. لذا كان لزاما على صانعي الطائرات، إضافة إلى تزويدها بوسائل محاربة الحرائق، استعمال مواد بطيئة الاشتعال لتأثيثها.

#### العوامل البشرية
من بين العوامل المسببة للحوادث، العامل البشري هو أهمها نظرا للتطور التقني الذي تشهده صناعة الطائرات حاليا.

## تحسين السلامة
أهم عوامل تحسين السلامة الجوية:
- إصدار وتحديث القوانين.
- المبادرات التطوعية من كافة العاملين في الميدان.

### مهندس سلامة الطيران
تتبع مهنة مهندس سلامة الطيران قطاع المطابقة والسلامة الجوية بالمطارات ودائما يتبع القطاع لسلطة الطيران المدنى التابعة للبلد نفسها. ودراستها يتم عن طريق الجامعات الخاصة بدراستها لمجال النقل الجوى والطيران الهندسة وإدارة السلامة أو المراقبة الجوية.

## ضمان السلامة
ضمان السلامة يعنى بالطائرة والركاب معا. لذا يتوجب اتباع الخطوات اللازمة لتجنب المساس بأي جانب من جوانب السلامة.

### ركاب الطائرة
طاقم الطائرة هو الجزء من الركاب الأكثر انضباطا. التدريب المستمر والتأهيل الدائمة للطاقم لمواجهة الأخطار يساهم بشكل فعال في ضمان السلامة للجميع.
من جهة أخرى فإن المراقبة الطبية الدورية للقبطان الطائرة ومساعديه أمر هام وضروري.